# Михайло (Левицький)
Кардинал і митрополи́т Миха́йло Леви́цький (у світі Миха́йло Леви́цький; 16 серпня 1774 р., Ланчин — 14 січня 1858 р., Унів) — єпископ Української греко-католицької церкви; з 8 березня 1816 року Митрополит Галицький та Архієпископ Львівський — предстоятель Української греко-католицької церкви. Примас Галичини і Володимирії. Кардинал. Кавалер Великого хреста ордена Леопольда.

## Життєпис
Народився у селищі Ланчин, нині Надвірнянського району Івано-Франківської області, Україна (колишній Надвірнянський повіт), що на Покутті. Його батько був священником, шляхтичем гербу «Рогаля».
1790 року закінчив Станиславівську цісарсько-королівську гімназію; згодом навчався у греко-католицькій Духовній семінарії Барбареум у Відні, що діяла при храмі св. Варвари. Свої богословські студії завершив науковим ступенем доктора богослов'я.
1798 року рукоположений на священника. З 1797 року був префектом Львівської духовної семінарії, пізніше професором Святого Письма та пасторального богослов'я у Львівському університеті.
1808 року канонік Галицької митрополії у Львові.
На 15-річчі священства (1813 р.) рукоположений на єпископа-ординарія Перемиської єпархії.
29 квітня 1814 року брав участь у похороні дідича Бучача, каноніка, графа Каєтана Потоцького.
17 серпня 1815 року австрійський імператор Франц I призначив Михайла Левицького Галицьким митрополитом та Львівським архієпископом, а Папа Римський затвердив це рішення 8 березня 1816 року.
1846 року номінований на примаса Галичини, титул якого раніше традиційно надавався римо-католицькому єпископові.
1856 року Папа Пій IX призначив Митрополита Михайла Левицького кардиналом (другим за чергою в УГКЦ).
Відомий своєю строгістю до духовенства.

## Громадська діяльність
Будучи на посту перемишльського єпископа з 1813 року та в перших роках перебування в сані митрополита, заснував 383 народні (парафіяльні) школи в давній Перемисько-Самбірській єпархії — і піклувався про видання для них підручників; підтримав створення Перемиського культурно-освітнього товариства греко-католицьких священників (1816 р.) і дяко-вчительського інституту (1817 р.). Спільно з Іваном Могильницьким домагався запровадження викладання українською мовою у школах Східної Галичини.
1815 року (за іншими даними — 1816) Михайло Левицький видав «Катехізис», 1816 року «Буквар славенського язика». Обидві книги надруковані зрозумілою для простого народу українською мовою в Будапешті (що на той час називався ще Будою). Львівська митрополича консисторія курендою від 20 червня 1816 року зобов'язувала деканів купувати цей «Катехізис» та користуватися ним у всіх церквах. Згодом «Катехізис» набув популярності в обох галицьких єпархіях — Перемиській і Львівський. Автором обидвох книг був І. Могильницький.
Згодом визначився як консерватор, близький до польсько-шляхетських кіл, противник модерних віянь в суспільному і культурному житті. Став одним з ініціаторів цензурної заборони альманахів «Зоря» і «Русалка Дністровая», що їх видала «Руська трійця».
Був учасником Віденського конгресу 1815 року. 1839 року виступив з протестом проти ліквідації російським урядом унії на Правобережжі, Волині й Білорусі.
Під час Революції 1848—1849 років в Австрійській імперії підтримав створення Головної Руської Ради, заохочував духовенство до праці над просвітою народу, виявляючи, однак непослідовність у ставленні до інтриг польської політичної верхівки.

## Смерть і вшанування пам'яті
Помер і похований у Унівському монастирі 14 січня 1858 року. Похоронними богослужіннями прощали найвищого церковного ієрарха і палкого патріота по всій Галичині, у Відні, а також у Римі.
2008 року в рамках святкування 200-річчя відновлення Львівської Архієпархії відзначено 150-літню річницю смерті кардинала. Відбувся науковий круглий стіл, приурочений до цієї дати та зорганізований представниками Інституту українознавства НАН ім. Івана Крип'якевича, на якому висвітлено найрізноманітніші аспекти його багатогранної діяльності та самовідданого служіння.

## Світлини

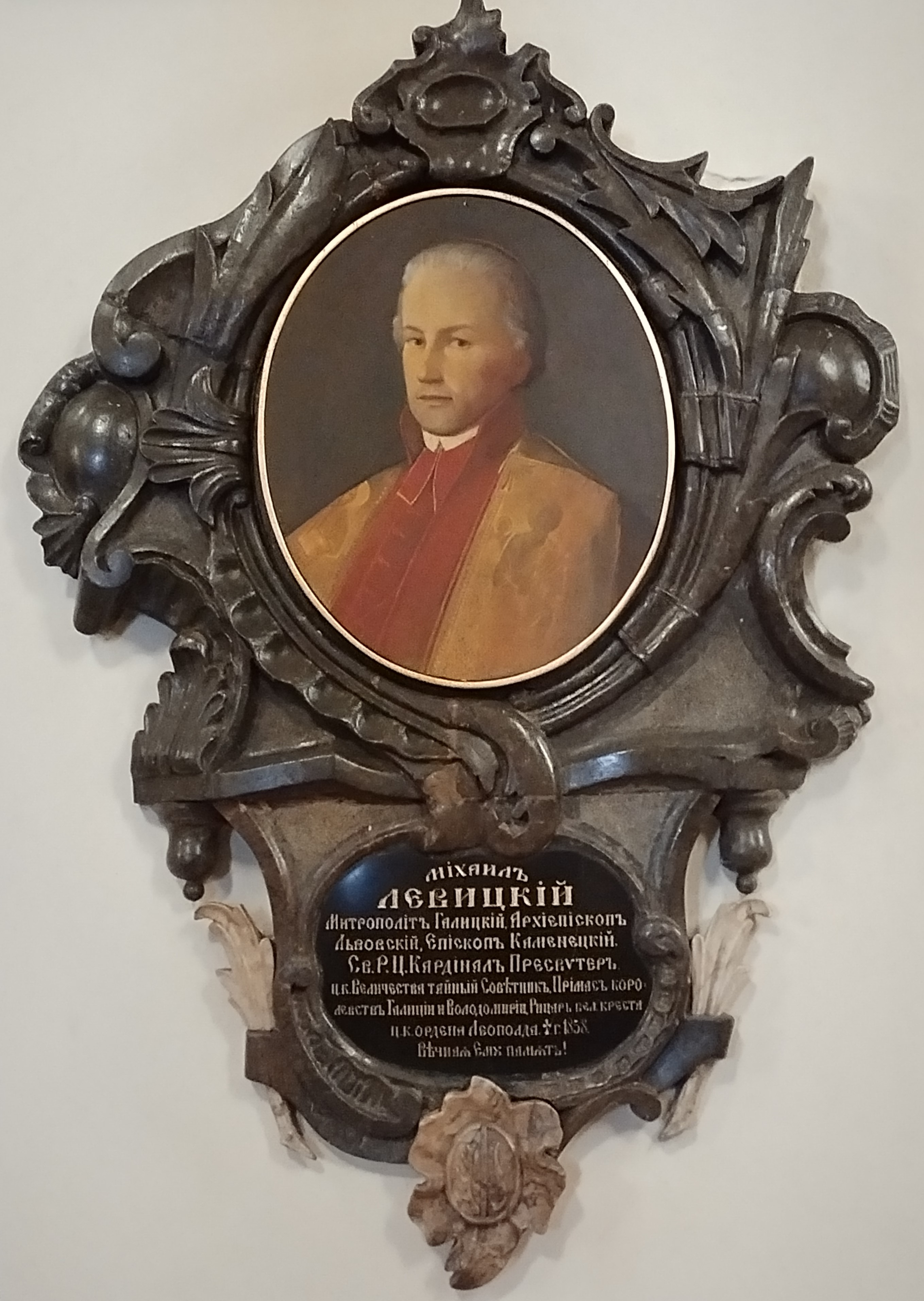
Мармуровий медальон із портретом Михайла Левицького на пілоні в інтер'єрі Собору Святого Юра у Львові
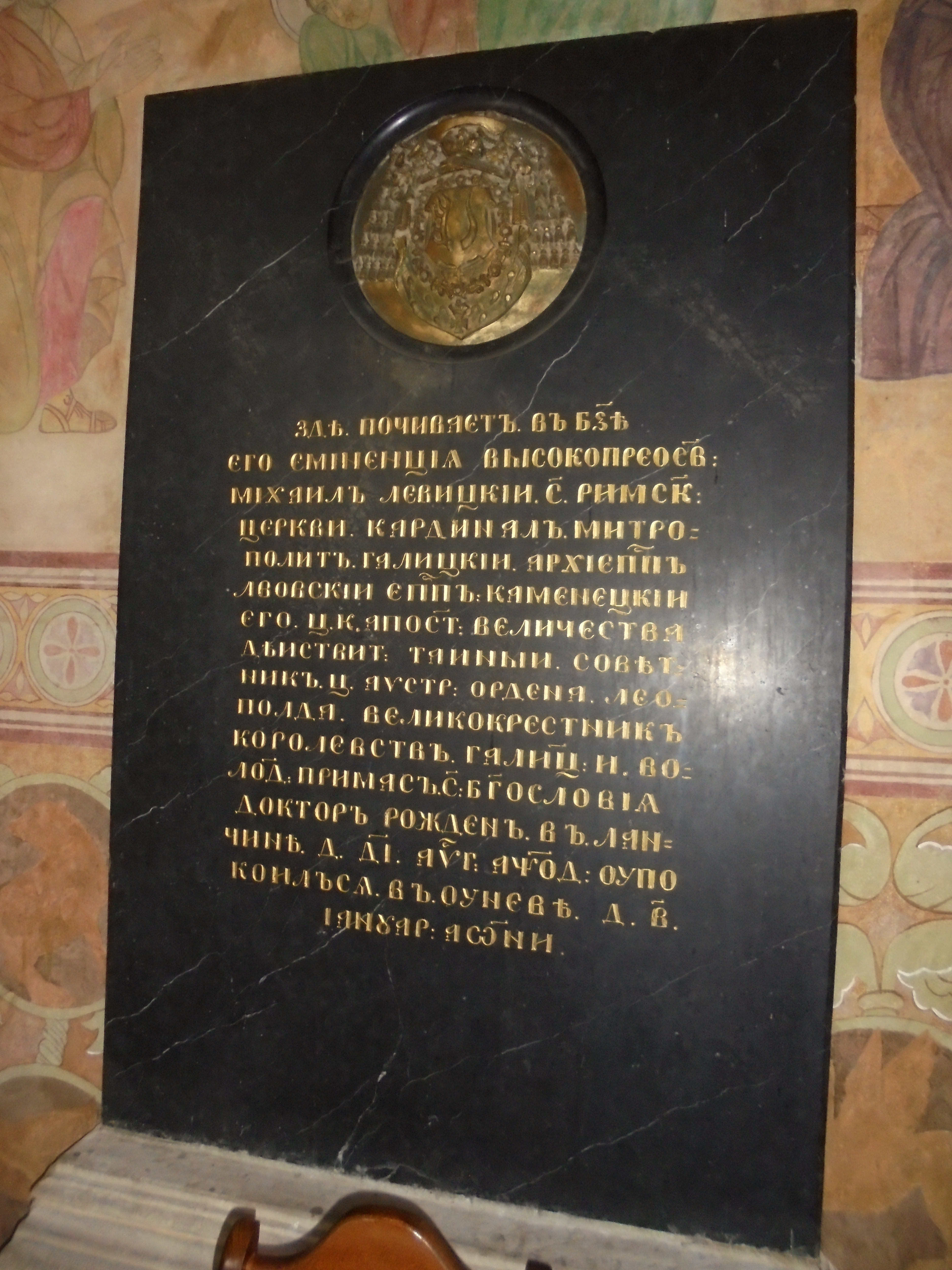
Надгробна плита кардинала Михайла Левицького в Унівській Святоуспенській Лаврі УГКЦ
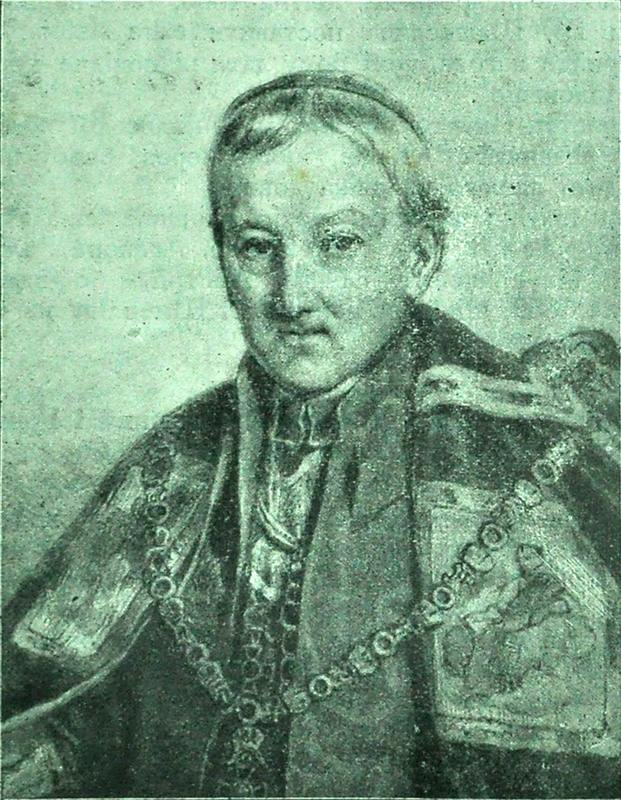
Портрет митрополита Михайла Левицького